# James Langevin
James R. Langevin (Providence, 22 aprile 1964) è un politico statunitense, membro della Camera dei Rappresentanti per lo stato del Rhode Island dal 2001 al 2023.

## Biografia
Nato a Providence, a sedici anni Langevin rimase colpito accidentalmente da un'arma da fuoco e l'evento lo portò a restare paraplegico. Dopo gli studi ad Harvard entrò in politica con il Partito Democratico.
Nel 1988 fu eletto all'interno della legislatura statale del Rhode Island e vi rimase per sei anni, finché nel 1994 si candidò alla carica di Segretario di stato del Rhode Island e riuscì a farsi eleggere.
Nel 2000, quando il deputato Robert Weygand lasciò la Camera dei Rappresentanti per cercare l'elezione al Senato, Langevin si candidò per il suo seggio e riuscì ad essere eletto. Negli anni successivi venne sempre riconfermato con elevate percentuali di voto. Langevin fu così il primo paraplegico ad essere eletto deputato alla Camera.
Si ritirò dalla Camera dei rappresentanti alla fine del 117º Congresso.